# Jade Uru
Jade Uru (ur. 20 października 1987 r. w Invercargill) – nowozelandzki wioślarz.

## Osiągnięcia
- Mistrzostwa Świata U-23 – Račice 2009 – czwórka bez sternika – 1. miejsce[1].
- Mistrzostwa Świata – Poznań 2009 – czwórka bez sternika – 9. miejsce[1].